# Aspencat
Aspencat fue un grupo musical español originario de Jalón, provincia de Alicante, en la Comunidad Valenciana. Su estilo se ha basado en el ska, el reggae y el drum and bass, pero en su última etapa han avanzado hacia unos ritmos más electrónicos donde se puede ver la presencia del dubstep. Han conseguido así un estilo propio combinando sonidos electrónicos con el estilo que ha predominado hasta entonces. Fueron una de las bandas más representativas de la Comunidad Valenciana y desde la desaparición de los Obrint Pas se los considera sus sucesores. Debido a esto han sido considerados junto con La Raíz y Orxata Sound System como uno de los grupos valencianos que desafían la cultura institucional de la Comunidad Valenciana por el contenido crítico de su obra.

## Trayectoria artística
Aspencat nace el 2005 con componentes de diferentes pueblos de la comarca de la Marina Alta (Comunidad Valenciana, España). La eclosión de la banda tuvo lugar en torno a los años 2005 y 2007 cuando tocaron en festivales como Raíces, el Encuentro de los Puertos o la Gira de Escuela Valenciana y muchas noches acompañando a grupos valencianos como Obrint Pas, Sva-ters, La Gossa Sorda o Skalissai.El año 2007 autoproducen su primera maqueta con el título de La festa està servidaque, aunque no los identificó como lo que terminaría siendo su banda y su estilo, les sirvió para obtener experiencia en los escenarios. Llegado el 2009 graban el que será su primer disco de estudio autoeditado, Obri la llauna. El grupo en 2010, su año de más éxito, traspasa fronteras actuando en un pueblo de Francia.[cita requerida] Después del éxito de la gira “Obri la llauna Tour 2010”, Aspencat presenta su tercer trabajo "Naixen Primaveres", donde refuerzan la línea marcada en su último disco con letras más combativas. Este trabajo se caracteriza por la predominancia del reggae, el dub, el ska y los sonidos electrónicos conjuntamente con la lírica desafianda que más los caracteriza. El álbum consiguió, ya en 2012, más de 10.000 descargas en su web oficial http://www.aspencat.org/. 

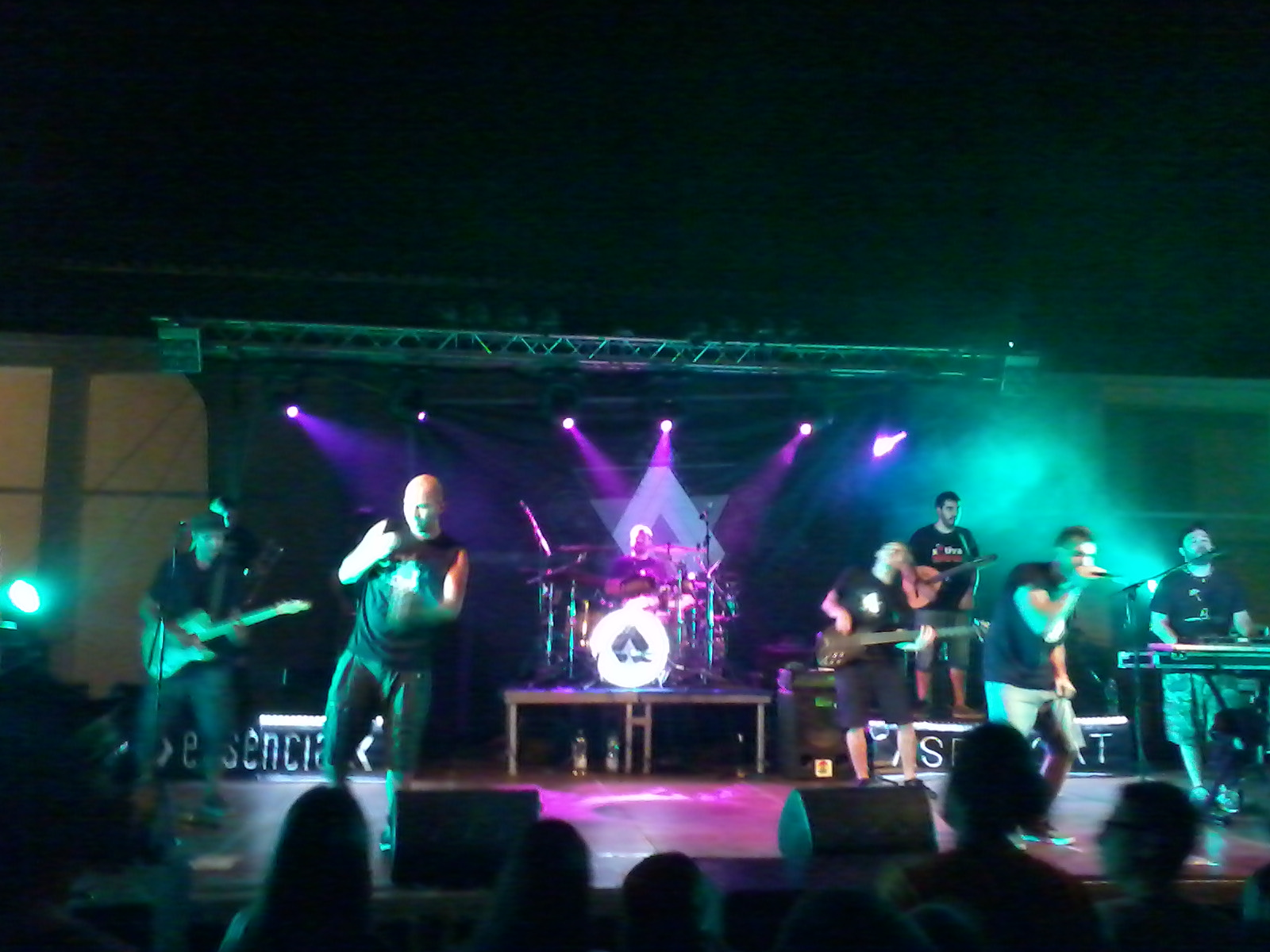
Concierto de Aspencat en La Canonja, Tarragona el 4 de agosto de 2013

Este dinamismo hace del directo de Aspencat una propuesta enérgica y sin pausas. Este disco los lleva a muchos escenarios e, incluso, en grandes festivales de música internacional como el Rototom Sunsplash en Benicasim (Festival internacional de Reggae) y el Skaville a Rijeka (Croacia) (Festival internacional de ska).
El 2012 Aspencat vuelve a la carga con "Inèdit", un trabajo que contenía dos canciones nuevas y algunas versiones y mezclas del anterior trabajo "Naixen primaveres" realizadas por músicos de reconocida trayectoria como por ejemplo: Feliu Ventura, Borja Penalba, Xavi Sarriá (Obrint Pas), Chalart58 (La Kinky Beat) y Carles Biano (Orxata Sound System).
El 2013 Aspencat publica "Essència", un disco con el cual la banda explora nuevos territorios electrónicos con nuevos estilos como por ejemplo el Dubstep, haciendo de su directo una puesta en escena mucho más potente y convirtiéndose así en uno de los grupos más consolidados de la Comunidad Valenciana. Podemos apreciar en este álbum una mayor presencia de graves y sintetizadores pero combinados con los sonidos del laúd e instrumentos de viento.Este disco trae ya más de 50 conciertos a sus espaldas y, además, les ha permitido estar en el cartel de festivales como el Viña Rock, el Aupalumbreiras, o la Acampada Jove.
En 2015 lanzaron su último álbum hasta la fecha: Tot és ara. El proyecto sigue con el estilo que ya se venía escuchando en anteriores álbumes, con un uso muy propio del laúd y el reggaey fue producido por la firma barcelonesa Halley Records. En total se compone de 14 canciones y cuenta con colaboradores como: los vascos Esne Beltza, Train To Roots, Àlex Seguí (La Gossa Sorda) o Ander (Green Valley), entre otros.
El grupo Aspencat anuncio en 2017 que, tras finalizar su gira, se retirarían "de manera indefinida de los escenarios". En octubre de 2017 comenzaron una pausa que se mantiene hasta la actualidad debido al cansancio que les generaba los largos trayectos y todas las horas que tenían que hacer cada vez que querían dar un concierto.

## Influencias
Aspencat ha ido progresivamente incorporando en su música ritmos jamaicanos sobre todo influenciados por bandas como Seed, procedente de Alemania; Dub Inc., franceses; o Alborosi, italiano.También encontramos entre sus referentes grupos de su misma habla como Obrint Pas, La Gossa Sorda, etc. 
Aparte de influencias pertenecientes al ámbito musical, encontramos asimismo la presencia de escritores como Vicent Andrés Estellés en sus letras.Un ejemplo es su canción Quan caminàvem, tratando tópicos que él mismo usaba e incluso mencionándolo en un verso.

## Premios
- Premis Ovidi: Nominados en tres categorías por Naixen Primaveres. Ganadores en la categoría de mejor disco de electrónica y hip hop por Inèdit. Ganadores en dos categorías por Essència. Ganadores en la categoría a mejor videoclip por Tot és ara.[25]
- Disc català de l'any: Segundo lugar por Essència.
- Premis Enderrock: Nominados en tres categorías por Essència.[7]
- Premis de la Tardor: Ganadores en la categoría col·lectiva.[26]

## Giras
- Quan caminàvem (2013)
- Antimatèria (2014)
- Tot és ara (2016)

## Discografía

### La festa està servida- 2007
| N.º | Título               | Duración |  |
| 1.  | «Mercat Comú»        |          |  |
| 2.  | «Carpe Diem»         |          |  |
| 3.  | «Sense renunciar»    |          |  |
| 4.  | «A passes de gegant» |          |  |
| 5.  | «Blocs de formigó»   |          |  |
| 6.  | «Verd esperança»     |          |  |
| 7.  | «Àfrica»             |          |  |
| 8.  | «Consumisme»         |          |  |
| 9.  | «Reggae Moll»        |          |  |
| 10. | «De baixó»           |          |  |

### Obri la llauna- 2009
| N.º | Título                       | Duración |  |
| 1.  | «Intro»                      |          |  |
| 2.  | «Crida»                      |          |  |
| 3.  | «Res a perdre»               |          |  |
| 4.  | «Xiqueta dolça»              |          |  |
| 5.  | «Temps»                      |          |  |
| 6.  | «Balla la melodia»           |          |  |
| 7.  | «Novembre»                   |          |  |
| 8.  | «On estan»                   |          |  |
| 9.  | «Ciutadà passiu»             |          |  |
| 10. | «A passes de gegant (remix)» |          |  |
| 11. | «Connectant»                 |          |  |

### Naixen Primaveres- 2011
| N.º | Título                  | Duración |  |
| 1.  | «Intro»                 |          |  |
| 2.  | «Naixen Primaveres»     |          |  |
| 3.  | «Llums, càmera i acció» |          |  |
| 4.  | «Mirades»               |          |  |
| 5.  | «Futur nuvolat»         |          |  |
| 6.  | «Revolucionari»         |          |  |
| 7.  | «L'últim segon»         |          |  |
| 8.  | «Somnie»                |          |  |
| 9.  | «La lluna té dos cares» |          |  |
| 10. | «SOS»                   |          |  |

### Inèdit- 2012
| N.º | Título                                                    | Duración |  |
| 1.  | «Mirant al cel»                                           |          |  |
| 2.  | «El teu crit»                                             |          |  |
| 3.  | «L'Herència (Feliu Ventura, Xavi Sarrià y Borja Penalba)» |          |  |
| 4.  | «L'últim segon (Pasqu Selector rmx)»                      |          |  |
| 5.  | «S.O.S. (Mark Dasousa rmx)»                               |          |  |
| 6.  | «Llums, càmera i acció (Plan B rmx)»                      |          |  |
| 7.  | «Mirades (Carles Biano rmx)»                              |          |  |
| 8.  | «Somnie (Countryboys rmx)»                                |          |  |
| 9.  | «Revolucionari (Chalart58 rmx)»                           |          |  |
| 10. | «Revolucionari dub version (Chalart58 rmx)»               |          |  |

### Essència- 2013
| N.º | Título                                             | Duración |  |
| 1.  | «En els teus ulls»                                 |          |  |
| 2.  | «Nit d'esperança»                                  |          |  |
| 3.  | «La distància»                                     |          |  |
| 4.  | «Serem un cicló (con Nega de Los Chikos del Maíz)» |          |  |
| 5.  | «Quan caminàvem»                                   |          |  |
| 6.  | «Antimatèria»                                      |          |  |
| 7.  | «Fam de justícia»                                  |          |  |
| 8.  | «Queden matinades»                                 |          |  |
| 9.  | «Batega la ciutat»                                 |          |  |
| 10. | «El teu crit (remix)»                              |          |  |
| 11. | «Outro»                                            |          |  |

### Tot és ara- 2015
| N.º | Título                                                 | Duración |  |
| 1.  | «Música naix de la ràbia»                              |          |  |
| 2.  | «Trenca els miralls (con Mai)»                         |          |  |
| 3.  | «Vull brindar (con Àlex Seguí de La Gossa Sorda)»      |          |  |
| 4.  | «Sense por (con Ander de Green Valley)»                |          |  |
| 5.  | «Mantindre el foc (con Rootsman I de Train To Roots)»  |          |  |
| 6.  | «Fent equilibris»                                      |          |  |
| 7.  | «Som moviment (con Xabi Solano y Pini de Esne Beltza)» |          |  |
| 8.  | «Trinxeres en la foscor (con Remei)»                   |          |  |
| 9.  | «Interludi»                                            |          |  |
| 10. | «Seguim en peu»                                        |          |  |
| 11. | «Alçar el vol»                                         |          |  |
| 12. | «Escriurem mil batalles»                               |          |  |
| 13. | «S'atura el temps (con Pablo Sánchez de La Raíz)»      |          |  |
| 14. | «La història és nostra (con Dj Plan-B)»                |          |  |